# ساي سايمور
ساي سايمور (بالإنجليزية: Cy Seymour)‏ هو لاعب كرة قاعدة أمريكي، ولد في 9 ديسمبر 1872 في ألباني في الولايات المتحدة، وتوفي في 20 سبتمبر 1919 في نيويورك في الولايات المتحدة بسبب سل.

## وصلات خارجية
- ساي سايمور على موقعبيزبول رفرنس.كوم (الدوري الرئيسي) (الإنجليزية)
- ساي سايمور على موقعبيزبول رفرنس.كوم (الدوري الثانوي) (الإنجليزية)
- ساي سايمور على موقع جمعية أبحاث البيسبول الأمريكية (الإنجليزية)